# Thorin Scudodiquercia
Thorin II, soprannominato Scudodiquercia (Oakenshield), è un personaggio di Arda, l'universo immaginario fantasy creato dallo scrittore inglese J. R. R. Tolkien. Compare con un ruolo da protagonista nel romanzo Lo Hobbit, ma viene anche citato ne Il Signore degli Anelli e nei Racconti incompiuti.
All'interno del corpus dello scrittore, Thorin è un nano, erede del Regno sotto la Montagna. Il drago Smaug attaccò il regno e si impadronì del vastissimo tesoro al suo interno, motivo per cui, ne Lo Hobbit, Thorin guida una compagnia di suoi simili, di cui fanno parte anche lo Hobbit Bilbo Baggins e lo stregone Gandalf, con l'obiettivo di riconquistare la sua terra d'origine e uccidere il drago usurpatore. Nonostante Lo Hobbit sia stato concepito come un libro per bambini, il personaggio di Thorin affronta tematiche decisamente più complesse e problematiche: ossessionato dal proteggere le sue ricchezze, egli dimentica amicizie, onore e dignità e cade nella follia più pura, salvo poi redimersi a costo della propria vita. Il personaggio di Thorin, dunque, introduce palesemente tematiche e problemi ricorrenti che saranno affrontati ne Il Signore degli Anelli, seguito de Lo Hobbit.
Nelle altre opere, Thorin viene citato nelle appendici de Il Signore degli Anelli e nei Racconti Incompiuti, nei quali vengono aggiunti dettagli sulla sua origine e alcuni fatti antecedenti la trama de Lo Hobbit.

## Creazione e sviluppo
J. R. R. Tolkien concepì Lo Hobbit come un romanzo per bambini. Per questa ragione, quando concepì Thorin e la sua compagnia, Tolkien trasse ispirazione dai nani protagonisti delle favole. Come i nani delle fiabe, quelli de Lo Hobbit amano cantare canzoni e sono più o meno buffi. Nonostante un'indiscutibile somiglianza, i nani di Tolkien sono molto diversi e più complessi. Con l'incedere del racconto, i nani, e lo stesso Thorin, diventano molto più simili ai personaggi della mitologia norrena, di cui Tolkien era un grande estimatore, specialmente nell'ultima parte in cui si narra della sconfitta di Smaug e della Battaglia dei cinque eserciti.
Come osserva John D. Rateliff, i nani tolkieniani conservano molte delle caratteristiche di quelli dell'Edda poetica: sono grandi artigiani e costruttori, sovrani e guerrieri rispettati e vivono in regni sotto le montagne. La similitudine con i nani scandinavi risulta ancora più evidente se si considera che Tolkien trasse ispirazione dal Vǫluspá, il primo e più famoso poema dell'Edda poetica, per scegliere i nomi di Thorin e della sua compagnia.
Nella prima versione del romanzo, la Battaglia dei Cinque Eserciti non si concretizzava e Thorin sopravviveva, diventando Re sotto la Montagna dopo essersi riappacificato con Uomini ed Elfi. Tolkien, successivamente, decise di ideare la battaglia e di far morire Thorin. Rateliff giustificò la morte del personaggio come un modo più credibile ed efficace per concludere il racconto.
Per quanto riguarda il cambiamento psicologico di Thorin, molti critici concordano che Tolkien si fosse ispirato ai tormentati sovrani di William Shakespeare corrosi dall'ambizione e dalla voglia di potere come Macbeth e Riccardo III. Per John D. Rateliff, invece, Thorin sembra anticipare Boromir, uno dei personaggi de Il Signore degli Anelli. Allo stesso modo di Thorin, Boromir si redime con delle gesta eroiche in battaglia, ma alla fine rimane ucciso.

## Biografia

### L'esilio
Thorin nasce nell'anno 2746 della Terza Era, figlio maggiore di Thráin II e nipote di Thrór, sovrano di Erebor. Nell'anno 2770, il drago Smaug conquista Erebor, ponendo così fine al regno di Thrór. Il drago, inoltre, si impossessa di tutti i tesori dei Nani e li accumula nella sala centrale delle caverne, facendone così il proprio giaciglio. Thorin perde la sua casa e fugge insieme ai nani sopravvissuti.

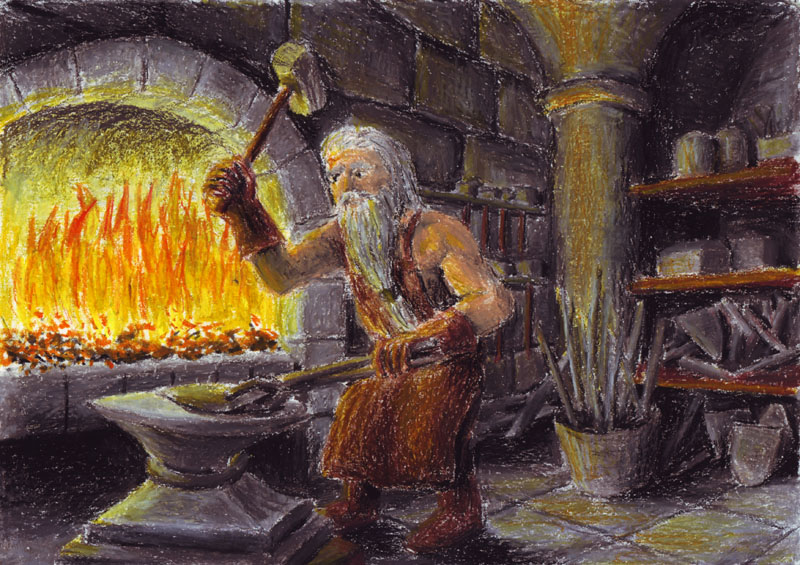
Immagine non ufficiale raffigurante Thorin al lavoro sulle Montagne Azzurre.
«Il martello manterrà forti e agili le mie braccia in attesa di poter adoperare strumenti più micidiali!».

Nell'anno 2799 ha luogo presso il Cancello Orientale di Moria la sanguinosa battaglia di Azanulbizar. In questa battaglia, lo scudo di Thorin viene infranto e lui usa la sua ascia per tagliare il ramo di una quercia usandolo come uno scudo, guadagnando così il soprannome di "Scudodiquercia".
Successivamente, Thorin si stabilisce con il resto del suo popolo sulle Montagne Azzurre, a ovest di Eriador. Dopo la scomparsa di suo padre Thráin, Thorin diventa l'Erede di Durin. Lavora molto, commerciando e guadagnando grosse ricchezze, e il suo popolo cresce grazie alla venuta di molti Nani del Popolo di Durin. Thorin, tuttavia, non dimentica Erebor e negli anni successivi inizia a meditare un piano per riconquistare la sua patria e vendicarsi di Smaug. Un giorno si imbatte casualmente in Gandalf il Grigio, un saggio e stravagante stregone. Thorin gli chiede consiglio sulla questione Erebor e lo stregone lo esorta a mobilitarsi per raggiungere la Montagna Solitaria ed affrontare Smaug. Gandalf, infatti, teme che il drago si possa alleare con il malvagio Sauron.

### Lo Hobbit
Ne Lo Hobbit, Thorin guida una compagnia dei Nani per riconquistare Erebor e vendicarsi di Smaug. Della compagnia organizzata da Gandalf fa parte anche lo hobbit Bilbo Baggins. Lungo il viaggio, però, la compagnia è costretta ad affrontare tanti nemici (Troll, Goblin, lupi mannari, Elfi Silvani) e Thorin entra in possesso di Orcrist, una spada creata dai fabbri elfici di Gondolin e trovata nella tana di Berto, Maso e Guglielmo. Nel corso del viaggio, Thorin supera ogni diffidenza nei confronti di Bilbo, che prima riteneva inadatto per la missione, diventandone grande amico.
Quando Smaug muore e i nani reclamano la loro patria, Thorin contrae "la malattia del drago" e, colto da una bramosia insaziabile, decide di non dividere il gigantesco bottino del suo popolo né con gli uomini della città di Esgaroth comandati da Bard l'Arciere e né agli Elfi comandati da Thranduil. Per difenderlo, inoltre, invoca con l'aiuto dei Corvi Imperiali l'aiuto di suo cugino Dáin II Piediferro e del suo esercito. Per evitare una guerra Bilbo porta l'Archengemma, l'oggetto più prezioso del tesoro appartenente alla famiglia di Thorin, da Thranduil e Bard, così che possano scambiarla con la loro parte di tesoro. Thorin, scoperto il gesto di Bilbo, non solo deteriora il rapporto con lo hobbit, ma dichiara guerra a Thranduil e a Bard.
Il conflitto viene evitato da un attacco di orchi e lupi mannari. I nani, gli elfi e gli uomini, prima divisi, decidono di combattere insieme contro il nemico in comune. Thorin rinsavisce ed esce allo scoperto, guidando i suoi compagni in battaglia e risollevando le sorti della battaglia. Ben presto si ritrova circondato dai nemici e viene gravemente ferito dalle guardie di Bolg . In suo soccorso giunge Beorn, che riesce ad uccidere Bolg. I danni subiti sono però troppo profondi e portano Thorin a spegnersi..
Sul letto di morte, Thorin si riappacifica con Bilbo:
La sua spada Orcrist, che gli fu tolta dagli Elfi Silvani, gli viene restituita dopo la sua morte e viene posta sulla sua tomba (assieme all'Archengemma) in modo che mai in seguito, per il bagliore blu emanato dalla spada all'avvicinarsi di nemici, la Montagna potesse essere attaccata di sorpresa come accaduto in passato. A Thorin succede, come capo del Popolo di Durin, suo cugino Dáin II Piediferro.

## Descrizione

### Aspetto fisico
Ne Lo Hobbit, tutti i tredici nani protagonisti non hanno delle caratteristiche ben precise e sono simili nell'aspetto. Hanno lunghe barbe spesso bianche e cappucci colorati. Più precisamente, Thorin viene descritto con indosso un cappuccio azzurro cielo con una lunga nappa d'argento e una lunga catena d'oro appesa al collo. Come ogni nano del suo gruppo, anche Thorin possiede uno strumento musicale, più precisamente un'arpa d'oro, avvolta in un panno verde.
Una volta entrato ad Erebor, Thorin si riveste con vesti e ornamenti presenti all'interno del bottino dei nani, assumendo un aspetto veramente regale:
(J. R. R. Tolkien, Lo Hobbit.)

### Aspetti caratteriali
Durante la sua prima apparizione, Tolkien descrive Thorin come «un Nano estremamente importante», «molto altero» ed estremamente orgoglioso. L'esilio da Erebor e i lavori umilianti che ha svolto nei villaggi degli Uomini lo hanno reso un personaggio duro, poco affabile e disposto a sacrificare ogni cosa pur di riconquistare la sua terra nativa. Come ogni membro della sua specie, anche Thorin è interessato al profitto e al commercio, ma a suo favore c'è da dire che appartiene alla ristretta cerchia di nani affidabili che rimangono fedeli alla parola data.
Thorin ha l'abitudine di presentarsi indicando il proprio nome e quello del proprio padre ed è inoltre un abile leader.
Thorin inizialmente considera Bilbo un suo sottoposto, al punto di non degnarsi di dirgli "Al vostro servizio" come fanno tutti gli altri nani perché, essendo un «Nano estremamente importante», si considera superiore, non solo a Bilbo ma anche a tutti gli altri membri della compagnia. Inizialmente l'impressione che Thorin ha di Bilbo non è delle migliori. Nei Racconti incompiuti, Gandalf rivela che Thorin riteneva Bilbo un essere "molle come il fango della Contea, e stupido". Nel progredire de Lo Hobbit, si nota come Thorin capisca che Bilbo può essere molto valoroso all'occorrenza e comincia a fidarsi più di lui.
La personalità del personaggio subisce un drastico cambiamento nei capitoli finali del romanzo. Thorin viene accecato dalle vaste ricchezze del tesoro di Erebor, diventando egoista, dispotico, malvagio e avaro proprio come Smaug. Si rinchiude nelle sale del tesoro, rifiutandosi di cedere anche una minima parte delle sue ricchezze per la ricostruzione della Città di Esgaroth:
(J. R. R. Tolkien, Lo Hobbit.)
Il rapporto con Bilbo si complica quando scopre che quest'ultimo ha consegnato l'Archengemma, il gioiello del re, ai suoi nemici. Solo nell'epilogo della storia che Thorin ritorna in sé e, sul letto di morte, si riappacifica con Bilbo e capisce che essere Re Sotto la Montagna significa essere disposti a sacrificarsi lottando per ciò che è giusto e per il proprio popolo.

### Nome
L'origine dei nomi dei tredici nani protagonisti de Lo Hobbit viene rivelata da Tolkien in questa lettera:
Il nome "Thorin" deriva da "Thorinn", cioè coraggioso. È interessante precisare che il primo nome che Tolkien diede al personaggio fu "Gandalf", poi modificato in Thorin durante la realizzazione del decimo capitolo de Lo Hobbit.
Come i re norvegesi, anche Thorin ha un soprannome regale, cioè "Scudodiquercia" ("Oakenshield" in lingua originale). Secondo alcune fonti, il nome Thorin potrebbe benissimo derivare dagli annali dei sovrani nordici. Il soprannome Scudiquercia è presente anche nella Völuspá, come spiega lo stesso Tolkien in una lettera:

## Adattamenti
Thorin è apparso in molti adattamenti cinematografici e radiofonici de Lo Hobbit. John Justin ha doppiato Thorin nell'adattamento radio della BBC The Hobbit (1968), mentre Hans Conreid, invece, ha doppiato Thorin nel film animato prodotto da Rankin/Bass The Hobbit.
Nel videogioco The Hobbit del 1982 (vincitore di un Golden Joystick) Thorin compare come un personaggio gestito dall'IA e la frase "Thorin si siede e comincia a cantare sull'oro" che compare quando il giocatore non fa nulla per un po', è diventata molto famosa. Nel videogioco Lo Hobbit del 2003, Thorin è doppiato da Clive Revill.
Nella trilogia cinematografica de Lo Hobbit diretta da Peter Jackson, il ruolo di Thorin è interpretato dall'attore britannico Richard Armitage, con la voce italiana di Fabrizio Pucci. Jackson decise di distinguere i vari nani, creando per ognuno di loro un aspetto ben preciso, contrariamente a quanto scritto nel romanzo da Tolkien: Thorin risulta, perlomeno nell'aspetto, più giovane e nella trama ha un'accesa rivalità con l'orco albino Azog, a cui aveva amputato il braccio nella battaglia di Azanulbizar dopo che quest'ultimo decapitò re Thrór, il nonno di Thorin. Gran parte della trilogia è incentrata sul rapporto tra Thorin e Bilbo Baggins: inizialmente, il principe dei nani non si fida per niente del piccolo hobbit e asserisce più volte che dovrebbe tornarsene a casa ma col tempo e con sempre più numerose dimostrazioni di valore e di coraggio da parte dello "scassinatore", Thorin arriva non solo ad accettarlo pienamente come compagno e membro della Compagnia ma anche come amico. A differenza del libro, dove appare decisamente più scontroso e rude, Thorin nel film è più eroico e valoroso, sempre in prima linea ogni qual volta vi sia una minaccia e tiene molto ai suoi confratelli nani, soprattutto a Fíli e Kíli, figli di sua sorella. Ha uno stretto rapporto anche con Balin e Dwalin, che, assieme a lui, sono i soli membri della Compagnia che erano presenti a Erebor quando Smaug usurpò la loro terra. Thorin ha un carattere fiero ed orgoglioso, ma nel primo film viene detto che pur di mantenere la sua famiglia, una volta perduto il regno della Montagna, si è adattato anche a svolgere lavori umilianti. Egli è fermamente determinato e disposto a tutto pur di riconquistare la sua terra natia, ma tuttavia su di lui grava la minaccia della "malattia del drago" (l'avarizia) che già portò suo nonno alla pazzia. Una volta recuperata la Montagna, nel terzo film, Thorin perderà la ragione, posseduto da un'insaziabile sete di denaro che lo rende cieco ai bisogni degli altri, perfino dei suoi stessi amici. Alla fine della trilogia, Thorin muore sul fiume ghiacciato di Collecorvo a causa della ferita riportata nello scontro con Azog, ma non prima di aver ucciso egli stesso il temibile orco e soprattutto di aver salutato in amicizia Bilbo. Il suo funerale non compare nella versione cinematografica del terzo film, ma compare in quella estesa.
Rollins è stato acclamato dalla critica per aver davvero creato un perfetto ritratto psicologico di Thorin Scudodiquercia che, nel corso della trilogia, passa da persona altruista e coraggiosa a dispotica e paranoica, simile ai sovrani shakespeariani. L'attore (fan dichiarato de Lo Hobbit e degli scritti di Tolkien) si è ispirato a molte figure storiche, tra cui: Adolf Hitler, Alex Salmond, Riccardo III e agli Iron Maiden per interpretare il principe dei nani.

### Approfondimenti
1. ↑  «Pare che lo scudo di Thorin fosse spaccato; egli lo gettò via, e staccato con l'ascia il ramo di una quercia lo strinse nella mano sinistra per difendersi dai colpi degli avversari, o per attaccarli come una mazza. Ed è per questo motivo che ricevette il soprannome di Scudodiquercia». J.R.R. Tolkien, Appendice A - Il popolo di Durin, p. 416
2. ↑  La malattia del drago è una sindrome che rende chi ne è afflitto schiavo di tesori e ricchezze, che brama più di ogni altra cosa. Chi soffre di questa malattia subisce un'alterazione del proprio carattere, divenendo cinico e con l'unica paura di perdere il proprio denaro.
3. ↑  «Dopo di che ce ne andammo, e dovemmo guadagnarci da vivere come meglio potevamo ora qui ora là, fin troppo spesso costretti a umiliarci lavorando come maniscalchi o addirittura come minatori. Ma non abbiamo mai dimenticato il nostro tesoro rubato. E ancor oggi, che abbiamo messo da parte un bel po' e non stiamo proprio tanto male, ammettiamolo pure,» e qui Thorin passò la mano sulla catena d'oro attorno al collo «ancora oggi vogliamo» riaverlo, e tornare a casa e rovesciare le nostre maledizioni su Smaug, se possiamo». J.R.R. Tolkien, Capitolo 1 - Una riunione inaspettata, p. 37
4. ↑  « [...] i nani non sono eroi, bensì una razza calcolatrice con un gran concetto del valore del denaro; alcuni sono una massa infida, scaltra, e pessima da cui tenersi alla larga; altri non lo sono, anzi sono tipi abbastanza per bene come Thorin e compagnia, sempre però che non vi aspettiate troppo da loro». J.R.R. Tolkien, Capitolo 1 - Una riunione inaspettata
5. ↑  «Thorin, figlio di Thráin, Re sotto la Montagna!» disse il nano a voce alta, pieno di maestà nonostante i vestiti laceri e il cappuccio infangato. L'oro gli brillava attorno al collo e alla cintura, i suoi occhi erano scuri e profondi. «Sono ritornato. Voglio vedere il Governatore della vostra città». J.R.R. Tolkien, Capitolo 10 - Un'accoglienza calorosa, p. 225
6. ↑  «Parola d'onore! Gandalf ha detto la verità, come al solito! Sembra proprio che tu sia uno scassinatore di tre cotte, quand'è il momento. È più che certo che saremo per sempre tuoi debitori, qualsiasi cosa debba succedere». J.R.R. Tolkien, Capitolo 8 - La botte piena, la guardia ubriaca, p. 205
7. ↑  «Tu! Tu! strillò Thorin», voltandosi verso di lui e afferrandolo con entrambe le mani. «Miserabile hobbit! Sottosviluppato! Scassinatore!» egli gridò mancandogli le parole, e scosse il povero Bilbo come un coniglio. J.R.R. Tolkien, Capitolo 8 - La botte piena, la guardia ubriaca, p. 310

### Fonti
1. ↑  J.R.R. Tolkien, Racconti incompiuti, parte terza, capitolo III, p. 425 e ss.
2. ↑  J.R.R. Tolkien, no. 19, p. 33.
3. ↑  Shippey,  p. 91.
4. 1 2 3  J.R.R. Tolkien, no. 37, p. 430.
5. 1 2  Rateliff,  pag. 703.
6. ↑  Rateliff,  pag. 572.
7. ↑  Shippey,  p. 91.
8. ↑  Rateliff,  p. 707.
9. ↑  Petty,  pp. 162-165.
10. ↑  Rateliff,  pp. 702-704.
11. ↑  J.R.R. Tolkien, Appendice A - Il popolo di Durin, p. 417.
12. ↑  J.R.R. Tolkien, Appendice A - Il popolo di Durin, p. 418.
13. ↑  J.R.R. Tolkien, Appendice A - Il popolo di Durin, p. 419.
14. ↑  J.R.R. Tolkien, Capitolo 2 - Abbacchio arrosto, p. 43.
15. ↑  J.R.R. Tolkien, Capitolo 15 - Le nuvole si addensano, p. 293.
16. ↑  J.R.R. Tolkien, Capitolo 17 - ... e scoppia il temporale, p. 310.
17. ↑  J.R.R. Tolkien, Capitolo 17 - ... e scoppia il temporale, p. 319.
18. ↑  J.R.R. Tolkien, Capitolo 17 - ... e scoppia il temporale, p. 320.
19. ↑  J.R.R. Tolkien, Capitolo 18 - Il viaggio di ritorno, p. 326.
20. ↑  J.R.R. Tolkien, Capitolo 18 - Il viaggio di ritorno, p. 324.
21. ↑  J.R.R. Tolkien, Capitolo 18 - Il viaggio di ritorno, pp. 326-327.
22. 1 2  J.R.R. Tolkien, Capitolo 1 - Una riunione inaspettata, p. 22.
23. ↑  J.R.R. Tolkien, Capitolo 1 - Una riunione inaspettata, p. 33.
24. ↑  J.R.R. Tolkien, Capitolo 1 - Una riunione inaspettata, p. 25.
25. ↑  J.R.R. Tolkien, Lo Hobbit,  Capitolo 13 - Era questa la nostra casa?, p. 272.
26. ↑  J.R.R. Tolkien, Capitolo 1 - Una riunione inaspettata, pp. 22-23.
27. ↑  J.R.R. Tolkien, p. 430.
28. ↑  J.R.R. Tolkien, Lo Hobbit,  Capitolo 15 - Le nuvole si addensano, p. 299.
29. ↑  Rateliff, p. 11.
30. ↑  Rateliff,  pp. 301-455.
31. ↑  Rateliff,  pp. 399-404.
32. ↑  (EN) Playing the Game (JPG), in Crash, n. 4, Ludlow, Newsfield, maggio 1984,  p. 43, ISSN 0954-8661 (WC · ACNP).
33. ↑  (EN) Top 100 Speccy Games (JPG), in Your Sinclair, n. 72, Future plc, dicembre 1991,  p. 28, ISSN 0269-6983 (WC · ACNP).
34. ↑  (EN) Martin Freeman to play The Hobbit: other roles also cast, su EntertainmentWeekly.com. URL consultato il 2 gennaio 2015.
35. ↑   The Hobbit: An Unexpected Journey Official Movie Guide, Houghton Mifflin,  p. 120, ISBN 978-0-547-89930-5.
36. ↑   Lo Hobbit: La Battaglia delle Cinque Armate, ecco le scene che mancano all'appello!, su badtaste.it, 25 dicembre 2014. URL consultato il 31 dicembre 2014.
37. ↑   LO HOBBIT 3: “FORSE IL PIÙ DIVERTENTE DELLA SAGA”, su film.it. URL consultato il 3 gennaio 2015.
38. ↑  (EN) Richard Armitage: ‘You get to an age when you're not totty any more', su thetimes.co.uk. URL consultato il 3 gennaio 2015.